# دهستان روسنا-آلیکو
دهستان روسنا-آلیکو (به لاتین: Roosna-Alliku Parish) یک دهستان در استونی است که در شهرستان یروا واقع شده‌است.

## خصوصیات
دهستان روسنا-آلیکو ۱۳۲ کیلومترمربع مساحت و ۱٬۲۳۸ نفر جمعیت دارد.